# Lindsay De Vylder
Lindsay De Vylder, né le 30 mai 1995 à Wetteren, est un coureur cycliste belge. Il évolue au sein de l'équipe Flanders-Baloise. 

## Biographie
À l'issue de la saison 2016, il signe, tout comme ses coéquipiers Christophe Noppe et Benjamin Declercq, un contrat professionnel en faveur de l'équipe Sport Vlaanderen-Baloise.

## Palmarès sur route

### Par année
- 2010

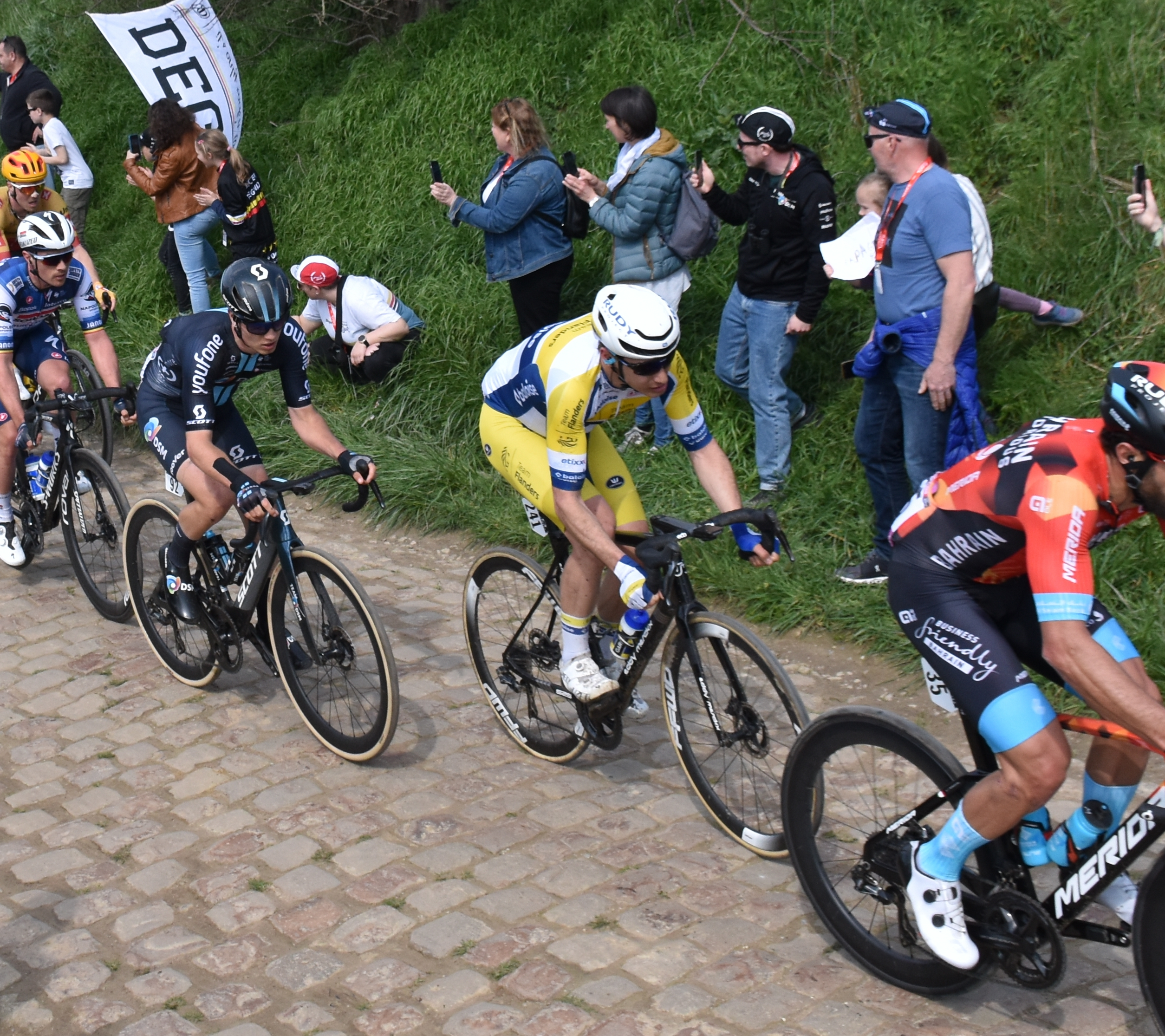
Paris-Roubaix 2023 - Secteur pavé de Quiévy à Saint-Python - N° 241 Linrsay de Vylder.

  - Champion de Flandre-Orientale débutants 1re année
- 2013
  - Au Tour des Juniors :
    - Classement général
    - 2e (contre-la-montre par équipes) et 3e étapes

  - 3e du championnat de Flandre-Orientale du contre-la-montre juniors
- 2016
  - 4e étape de l'Essor breton
  - 2e étape du Tour de Flandre-Orientale
- 2017
  - 2e de la Puivelde Koerse

### Classements mondiaux
| Année                                 | 2018  | 2019  | 2020  | 2021  | 2022  | 2023 | 2024  |
| ------------------------------------- | ----- | ----- | ----- | ----- | ----- | ---- | ----- |
| Classement mondial                    | 1428e | 2004e | 1464e | 1422e | 1440e | 897e | 2478e |
| UCI Europe Tour                       | 903e  | 1311e | 1098e | 1012e | 979e  | 636e | nc    |
|                                       |       |       |       |       |       |      |       |
| Légende : nc = non classéSource : UCI |       |       |       |       |       |      |       |

## Palmarès sur piste

### Jeux olympiques
- Paris 2024
  - 8e de la poursuite par équipes

### Championnats du monde
| Édition / Épreuve              | Omnium | Poursuite par équipes | Américaine |
| Hong Kong 2017                 | 12e    |                       |            |
| Apeldoorn 2018                 | 20e    | 12e                   |            |
| Pruszków 2019                  | 14e    | 9e                    |            |
| Saint-Quentin-en-Yvelines 2022 |        |                       | Bronze     |
| Ballerup 2024                  | Or     |                       | Argent     |

### Coupe du monde
- 2016-2017
  - 2e de l'omnium à Cali
- 2017-2018
  - 1er de l'américaine à Milton (avec Kenny De Ketele)
- 2018-2019
  - 2e de la poursuite par équipes à Londres

### Coupe des nations
- 2024
  - 1er de l'américaine à Milton
  - 2e de la poursuite par équipes à Milton
  - 3e de l'omnium à Adélaïde

### Ligue des champions
- 2024
  - 1er du scratch à Londres (II)
  - 2e de l'élimination à Londres (I)
  - 3e de l'élimination à Paris
  - 3e du scratch à Apeldoorn (I)

### Championnats d'Europe
| Édition / Épreuve     | Poursuite par équipes | Américaine                    | Omnium |
| Anadia 2013 (juniors) |                       |                               | Or     |
| Anadia 2017 (espoirs) | Argent                | Or (avec Robbe Ghys)          |        |
| Granges 2021          |                       | Argent (avec Kenny De Ketele) |        |
| Granges 2023          |                       |                               | 7e     |

### Six jours
- 2022 : Gand (avec Robbe Ghys)
- 2023 : Gand (avec Robbe Ghys)

### Championnats nationaux
| - 2010 - 3e du championnat de Belgique de poursuite par équipes débutants - 3e du championnat de Belgique de vitesse par équipes débutants - 2011 - Champion de Belgique de poursuite individuelle débutants - Champion de Belgique de poursuite par équipes débutants - Champion de Belgique de l'américaine débutants - Champion de Belgique de l'omnium débutants - 3e du championnat de Belgique de vitesse individuelle débutants - 3e du championnat de Belgique de vitesse par équipes débutants - 2012 - 2e du championnat de Belgique de vitesse par équipes juniors - 3e du championnat de Belgique de l'américaine juniors - 3e du championnat de Belgique du scratch juniors - 3e du championnat de Belgique de poursuite par équipes juniors - 2013 - Champion de Belgique de poursuite individuelle juniors - Champion de Belgique de poursuite par équipes juniors - Champion de Belgique de vitesse par équipes juniors - Champion de Belgique de l'omnium juniors - Champion de Belgique du kilomètre juniors - Champion de Belgique de la course aux points juniors - Champion de Belgique du scratch juniors - 3e du championnat de Belgique de vitesse individuelle juniors | - 2014 - 3e du championnat de Belgique du scratch - 2017 - 2e du championnat de Belgique de l'américaine - 3e du championnat de Belgique de l'omnium - 2019 - Champion de Belgique de l'américaine (avec Moreno De Pauw) - Champion de Belgique du scratch - Champion de Belgique de l'omnium - 2023 - Champion de Belgique de l'américaine (avec Robbe Ghys) - Champion de Belgique de la course aux points - Champion de Belgique de l'omnium - 2e du championnat de Belgique de scratch - 2e du championnat de Belgique de poursuite |  |